# Nils Ramm
Nils Arvid Ramm (1. januar 1903 – 8. november 1986) var en svensk sværvægtsbokser, der havde sin storhedstid som amatør i 1920'erne.

## Amatørkariere
Nils Ramm boksede i bokseklubben Djurgården IF. Som amatør opnåede han at vinde det svenske mesterskab to gange.
Ved de første europamesterskaber for amatørboksere i 1925, der blev afholdt i Ramms hjemby Stockholm, blev Ramm udtaget til at stille op i vægtklassen letsværvægt. Han nåede finalen, hvor han tabte til danskeren Thyge Petersen. Ved de næste europamesterskaber for amatører to år senere i Berlin nåede Ramm igen finalen, hvor han mødte tyskeren Hans Schoenrath. Ramm vandt finalen, og blev dermed Europamester i sværvægtsboksning for amatører.
Ved Sommer-OL 1928 i Amsterdam blev Ramm udtaget i sværvægtsklassen til den olympiske bokseturnering. I den første kamp i turneringen mødte Ramm finalemodstanderen fra EM året før, Hans Schoenrath. Ramm vandt på point og mødte herefter nordmanden Sverre Sørsdal i semifinalen. Ramm vandt over normdmanden på point, og var herefter klar til finalen, hvor modstanderen var den argentinske mester Arturo Rodriguez Jurado. Kampen mod Jurado blev imidlertid kort, da Ramm allerede i første omgang fik en flænge om øjet, hvorefter kampen blev stoppet. Ramm vandt dog sølvmedalje.

## Professionel karriere
Efter OL i Amsterdam blev Ramm professionel, og han debuterede ved et stævne i Stockholm den 7. oktober 1928 mod tyskeren Hans Breitensträter. Breitensträter havde knap ti år tidligere besejret Dick Nelson og havde ligeledes slået Johan Ekeroth ud i København. En kamp mod Emil Andreasen i Idrætshuset i 1922 var endt uafgjort, og var med 94 professionelle kampe bag sig en rutineret modstander. Ramm vandt dog debutkampen, men tabte allerede i sin anden kamp, da han blev stoppet i 5. omgang mod franskmanden Moise Bouquillonen på grund af en flænge om øjet. Ramm vandt i sin tredje kamp det svenske mesterskab i letsværvægt mod Edward Hultgren og i kampen efter det skandinaviske mesterskab i letsværvægt mod nordmanden Edgar Christensen.
I 1930 flyttede Ramm til USA, hvor han under navnet Nisse Ramm forsøgte at etablere sig som professionel bokser. Efter 10 kampe i Chicago med 9 sejre og en enkelte uafgjort tabte Ramm tre kampe i træk mod jævne modstandere, og han returnerede herefter til Sverige i 1931. Han vandt herefter et par kampe og blev herefter matchet mod den forholdsvis stærke belgiske mester i letsværvægt Gustave Limousin, der kort forinden havde stoppet Kaj Axel i København. Ramm vandt kampen, men stoppede herefter karrieren som professionel bokser.

## Øvrige aktiviteter
Ramm medvirkede i rollen som bokser i tre film En idrottsdag i Lysekil (1929), Sabotage (1944), Mordvapen till salu (1963).
Ramm fortsatte efter karrieren som træner i bl.a. Djurgården IF.

## Eksterne links
- Nils Ramms profil på Sports-Reference OL-resultater (arkiveret) (engelsk)
- Nils Ramms profil på Olympedia (engelsk)
- Nils Ramms profil hos Sveriges Olympiske Komité (svensk)
- Nils Ramms profesionelle rekordliste hos BoxRec (engelsk)